# Niels Matthiasen
Niels Peter Jacob Matthiasen (født 21. juli 1924 i København, død 16. februar 1980 i London) var en dansk socialdemokratisk politiker.
Han var bl.a. kulturminister og miljøminister i Jens Otto Krag og Anker Jørgensens regeringer. I en periode fungerede han desuden som Socialdemokratiets partisekretær. 
Han er begravet på Vestre Kirkegård i København.